# Suzuki Serie M
La famiglia dei motori Suzuki serie M è una linea di motori per automobili prodotta dalla  Suzuki, che va dal 1,3L fino a 1,8L.
Si tratta di una moderna linea di motori a 4 cilindri bialbero, 16 valvole, e iniezione multipoint.

## Versione M16A - Suzuki SX4 e Fiat Sedici 2008/2009
- Cilindri: 4
- Valvole: 16
- Cilindrata: 1.586 cm³
- Alesaggio per corsa: 78,0 x 83,0 mm
- Rapporto di compressione: 10,5:1
- Potenza massima: 79 kW (107 CV) a 5.600 giri/min
- Coppia massima: 145 N·m a 4.000 giri/min
- Alimentazione: iniezione multipoint

## Versione M16A - Suzuki SX4 e Fiat Sedici - Seconda serie 2009
- Cilindri: 4
- Valvole: 16
- Cilindrata: 1.586 cm³
- Alesaggio per corsa: 78,0 x 83,0 mm
- Rapporto di compressione: 11.0 ± 0,2 : 1
- Potenza massima: 88 kW (120 CV) a 6.000 giri/min
- Coppia massima: 156 N·m a 4.400 giri/min
- Alimentazione: iniezione multipoint
- Fasatura Variabile VVT

## Versione M16A - Suzuki Swift Sport - Quarta serie 2006/2010
- Cilindri: 4
- Valvole: 16
- Cilindrata: 1.586 cm³
- Alesaggio per corsa: 78,0 x 83,0 mm
- Rapporto di compressione: 11:1
- Potenza massima: 92 kW (125 CV) a 6.800 giri/min
- Coppia massima: 148 N·m a 4.800 giri/min
- Alimentazione: Iniezione Multipoint
- Fasatura Variabile VVT

## Versione M16A - Suzuki Swift Sport - Quinta serie 2010
- Cilindri: 4
- Valvole: 16
- Cilindrata: 1.586 cm³
- Alesaggio per corsa: 78,0 x 83,0 mm
- Rapporto di compressione: 11.0 ± 0,4 : 1
- Potenza massima: 100 kW (136 CV) a 6.900 giri/min
- Coppia massima: 160 N·m a 4.400 giri/min
- Alimentazione: Iniezione Multipoint
- Fasatura Variabile VVT

## Applicazioni
- Suzuki Swift Sport (Quarta serie e Quinta serie)
- Suzuki SX4
- Suzuki Vitara
- Fiat Sedici